# Мирко Павловић
Мирко Павловић је бивши српски кошаркаш, а тренутно је спортски директор КК Динамики директор Хале спортова Ранко Жеравица.  
Највећи део каријере провео је у Црвеној звезди. Његов отац Тихомир Павловић, такође је био кошаркаш и наступао за Црвену звезду.